# Chiesa di San Michele (Greve in Chianti)
La chiesa di San Michele è situata nei pressi della vetta del Monte San Michele, nel comune di Greve in Chianti.

## Storia
La chiesa sorge a circa 850 metri di altezza e oggi fa parte della fattoria di San Michele ma in passato era sede di un complesso monastico di antica origine che nel corso del XII secolo venne aggregato alla Congregazione Camaldolese insieme alla vicina Abbazia di Montemuro, come risulta da varie donazioni imperiali.
Distrutta durante i numerosi conflitti intercorsi nel tardo medioevo, l'Abbazia camaldolese di San Michele ebbe senz'altro fattezze assai più ampie dell'attuale edificio.
In epoca più recente la chiesa appartenne prima alla parrocchia della vicina Montemuro, poi a quella di Torsoli e a quella di Casole.
Fino all'inizio del XX secolo in occasione delle feste di San Michele numerose processioni partivano dai vicini paesi del Valdarno e del Chianti per confluire nel piccolo oratorio. Questa tradizione, ormai irrimediabilmente perduta, rappresenta la più recente manifestazione di un culto micaelico d'origine assai antica che coinvolse gran parte dei monti del Chianti. Nei dintorni sono infatti presenti numerosi piccoli luoghi di culto dedicati all'Arcangelo, organizzati sulle antiche strade montane che congiungevano Firenze, Arezzo e Siena.

## Architettura e arte
La chiesa è un edificio riferibile al XIV - XV secolo. Si tratta di una chiesetta in origine a navata unica ma trasformata, all'inizio del XX secolo in una chiesa con tre piccole navatelle. L'edificio non presenta esternamente alcuna decorazione architettonica. 
La chiesa è da segnalare per la presenza al suo interno di un affresco raffigurante la Madonna e Santi (tra cui l'Arcangelo Michele) attribuito a Paolo Schiavo e realizzato nella prima metà XV secolo. L'affresco è inserito all'interno di un'edicola a forma di arca. L'arca sovrasta l'altare maggiore realizzato con colonnine ottagonali con capitelli unghiati.